# Вулиця Монгольська (Львів)
Ву́лиця Монго́льська — вулиця у Личаківському районі міста Львів, місцевість Великі Кривчиці. Пролягає від вулиці Богданівської углиб забудови, завершується глухим кутом.

## Історія та забудова
Вулиця виникла у складі селища Кривчиці, первісно мала назву Комсомольська бічна. Сучасну назву вулиця отримала у 1962 році.
Забудована одноповерховими садибами різних періодів.